# Razbojnik Ceferin
Razbojnik Ceferin je literarni lik, ki nastopa v pravljici Zvezdica Zaspanka. Napisal jo je slovenski pisatelj Fran Milčinski Ježek.

## Opis lika
Ceferin je strašni razbojnik, ki straši ljudi po mestu. Ko se on prikaže, se takoj spraznijo vse ulice in mesto postane prazno. Po mnenju ljudi, je Ceferin najstrahovitejši razbojnik tega sveta. Tako strašen je zato, ker ima kamen namesto srca. In ta kamen ni topel kot navadno srce, ampak je zelo mrzel. Ceferin divja po mestu in ljudem krade dobrine. Ko sliši, da ima Zvezdica Zaspanka zlate lase, jo zvabi v svojo hišo, kjer naj bi nič hudega sluteč prespala noč, on pa bi ji medtem postrigel lase. Ko ga Zvezdica Zaspanka zmerja zaradi nereda v njegovi hiši in njegove slabe osebne higiene, ji Ceferin pove, da je to zato, ker ima kamen namesto srca. Pove ji tudi, da kadar je sam mu je zelo dolgčas, saj ne sliši nobenega tiktakanja v prsih. Ko mu Zvezdica Zaspanka predlaga naj napiše pismo mami, da mu pošlje glavnik, ji pove, da ne zna napisati besede ljuba. Zvezdica Zaspanka ga zato prime za roko in skupaj v prah na steni napišeta besedo ljuba. Takoj, ko to napišeta do konca, začne tiktakati Ceferinovo srce. Zelo je srečen in tako vesel, da Zvezdico Zaspanko poljubil na čelo. Nato se odloči, da mami ne bo pisal, ampak se bo kar preselil nazaj k njej, saj je sama, stara in betežna. Ob toplini, ki jo čuti v prsih, se tudi odloči, da ne bo več razbojnik, ampak bo do ljudi prijazen in jim bo pomagal, ko bodo to hoteli.

## Umestitev lika - kratka vsebina
Zvezdica Zaspanka mora zaradi slabe razvade, zamujanja, za kazen na Zemljo. Na nebo se lahko vrne šele, ko dokaže, da je dovolj pametna. Zvezdica Zaspanka je zelo žalostna ker mora oditi in se ločiti od sestric zvezdic in Botra Meseca. Ko jo Komet Repatec pripelje na Zemljo, se Zvezdica Zaspanka znajde sama med neznanimi ljudmi. Pot jo vodi čez semenj ki poteka ravno takrat in jo pripelje do gospoda, ki za dva solda ponuja možnost, da skozi daljnogled sveta vidiš Mesec čisto od blizu. Ker si Zvezdica Zaspanka to zelo želi, denarja pa nima, mu dovoli, da ji za plačilo odtrga en zlat las. Vse to pa vidi in sliši razbojnik Ceferin, ki se odloči, da bo Zvezdico Zaspanko zvabil v svoj brlog, ji odrezal lase in tako obogatel. Ker pa je Zvezdica Zaspanka preveč zaupljiva, res odide z njim. Ko groznemu razbojniku Ceferinu, ki se hoče polastiti bogastva njenih zlatih las, zavoljo njene nedolžne dobrote prične biti srce namesto kamna, pa jo komet Repatec odpelje nazaj na nebo. Nauk zgodbe je, da z dobroto, čisto mislijo in ljubeznijo lahko premagamo zlo.

## Primerjava z drugimi liki
Razbojnika Ceferina lahko primerjamo z razbojnikom Matajem in Cefizljom.
Razbojnik Cefizelj je grozanski razbojnik, ki naj bi zadušil že sedem ljudi in tri ženske. Zelo rad prihaja Butalskemu policaju pred nos in ga izziva s svojimi domiselnimi idejami. Pravzaprav Cefizelj sploh ni tako slab in hudoben, le Butalci ga imajo za takega, ker ima več pameti kot oni sami. V ilustracijah je sicer upodobljen kot nevaren, a prebrisan razbojnik. V večini ilustracij ima na glavi kapo in je zanemarjen ter neobrit.
Razbojnik Mataj pravzaprav tolovaj Mataj je problematični junak. Njegova akcija je v celoti odvisna od situacije, v kateri se je znašel. Njegova zgodba se pravzaprav dopolni, ko dobi nazaj pismo – nadaljevanje je le še zgodba o Mataju in njegovi pokori. Mataj je   čisto moderni romaneskni oziroma zgodbovni junak, ki sam zavestno poganja svojo lastno akcijo do njene dopolnitve.

## O avtorju
Fran Milčinski Ježek je bil slovenski satirik, mladinski pisatelj, igralec, režiser, humorist, pesnik in šansonjer. Rodil se je 14. december 1914 v Ljubljani, umrl pa je 27. februar 1988 prav tako v Ljubljani. Bil je eden najbolj vsestranskih slovenskih umetnikov 20. stoletja. V njegov spomin RTV Slovenija vsako leto podeljuje Ježkove nagrade. Njegov psevdonim izhaja iz zabavljaškega tandema Ježek in Joužek, v katerem je nastopal na začetku svoje kariere. Leta 1975 je prejel Prešernovo nagrado za življenjsko delo. Njegov oče je pisatelj Fran Milčinski (avtor knjige Butalci), starejši brat Janez Milčinski (strokovnjak za sodno medicino), mlajši brat Lev Milčinski pa je bil priznan slovenski psihiater. Njegova žena je bila Jana Milčinski, pisateljica. Njegova sinova sta Matija Milčinski, režiser, in Matevž Milčinski, strojni inženir. Njegov vnuk je Juš Milčinski, viden improvizator in organizator projekta impro liga.

## Zanimivosti
Zvezdica Zaspanka je prva slovenska radijska igra za otroke. Napisal jo je Frane Milčinski - Ježek in zanjo leta 1952 prejel Levstikovo nagrado.
Zvezdica Zaspanka v prvi igri je bila Alenka Svetelova, ena od zvezd je postala velika dama slovenskega filma Mila Kačičeva. Boter Meseček, ki zvezdico pošlje na dolgo pot na zemljo, je bil s svojim značilnim glasom Nace Simončič, kot izklicevalec na sejmu pa se je pojavil celo Stane Sever.
Zvezdica Zaspanka je med najbolj priljubljenimi otroškimi liki in pravljicami na Slovenskem. Ilustrirana izdaja obsega 22 dvostranskih ter več manjših ilustracij. Knjiga izhaja v kar petih različnih izdajah obenem in sicer v neskrajšanem besedilu, primernem za starostno stopnjo od 6. leta dalje, v prirejenem, skrajšanem besedilu, primernem za starostno stopnjo od 1. do 6. leta starosti in v angleškem prevodu.